# 1994年オーストラリアグランプリ
1994年オーストラリアグランプリ（英語：1994 Australian Grand Prix）は、1994年F1世界選手権第16戦として、11月13日にアデレード市街地コースで決勝レースが開催された。

## 概要
前週行われた日本GPの結果、ドライバーズチャンピオンシップではポイント首位のミハエル・シューマッハと2位のデイモン・ヒルの差が1点に縮まり、最終戦オーストラリアGPで雌雄を決することになった。最終戦がチャンピオン決定戦となるのは1986年のオーストラリアGP以来で、1991年に全戦ポイント制が導入されてからは初のケースとなる。
コンストラクターズチャンピオンシップでも、ヒルが所属するウィリアムズとシューマッハが所属するベネトンの差が5点という状況。ウィリアムズはタイトル3連覇、ベネトンはチーム創設以来初のタイトル獲得を目指した。

## 予選

### 展開
土曜日の予選2回目が雨に見舞われたため、金曜日の予選1回目のタイムでスターティンググリッドが決定した。最速タイムはCARTから復帰したナイジェル・マンセルが記録。マンセル自身、1992年のオーストラリアGP以来のポールポジション獲得となった。シューマッハは最終アタックを開始した直後の第1シケインで縁石に乗り上げてスピンし、タイヤバリアに激突。ヒルよりも前の2番グリッドを確保したものの、ダメージを負ったモノコックを交換することになった。ヒルはハンドリングの不調でタイムを伸ばせず、3番グリッドからのスタートとなった。
チャンピオン争いへの関与を注目されることになったマンセルだが、記者会見では「チームメイトのヒルを援護するのか」との質問を「彼ら二人でやってくれ。俺は俺のレースをするだけだ」と受け流した。

### 結果
| 順位 | No | ドライバー                       | チーム                 | タイム   | 差        |
| ---- | -- | -------------------------------- | ---------------------- | -------- | --------- |
| 1    | 2  | ナイジェル・マンセル             | ウィリアムズ・ルノー   | 1'16.179 |           |
| 2    | 5  | ミハエル・シューマッハ           | ベネトン・フォード     | 1'16.197 | +0.018    |
| 3    | 0  | デイモン・ヒル                   | ウィリアムズ・ルノー   | 1'16.830 | +0.651    |
| 4    | 7  | ミカ・ハッキネン                 | マクラーレン・プジョー | 1'16.992 | +0.813    |
| 5    | 14 | ルーベンス・バリチェロ           | ジョーダン・ハート     | 1'17.537 | +1.358    |
| 6    | 15 | エディー・アーバイン             | ジョーダン・ハート     | 1'17.667 | +1.488    |
| 7    | 6  | ジョニー・ハーバート             | ベネトン・フォード     | 1'17.727 | +1.548    |
| 8    | 27 | ジャン・アレジ                   | フェラーリ             | 1'17.801 | +1.622    |
| 9    | 8  | マーティン・ブランドル           | マクラーレン・プジョー | 1'17.950 | +1.771    |
| 10   | 30 | ハインツ＝ハラルド・フレンツェン | ザウバー・メルセデス   | 1'17.962 | +1.783    |
| 11   | 28 | ゲルハルト・ベルガー             | フェラーリ             | 1'18.070 | +1.891    |
| 12   | 26 | オリビエ・パニス                 | リジェ・ルノー         | 1'18.072 | +1.893    |
| 13   | 4  | マーク・ブランデル               | ティレル・ヤマハ       | 1'18.237 | +2.058    |
| 14   | 12 | アレッサンドロ・ザナルディ       | ロータス・無限ホンダ   | 1'18.331 | +2.152    |
| 15   | 3  | 片山右京                         | ティレル・ヤマハ       | 1'18.411 | +2.232    |
| 16   | 24 | ミケーレ・アルボレート           | ミナルディ・フォード   | 1'18.755 | +2.576    |
| 17   | 29 | J.J.レート                       | ザウバー・メルセデス   | 1'18.806 | +2.627    |
| 18   | 23 | ピエルルイジ・マルティニ         | ミナルディ・フォード   | 1'18.957 | +2.778    |
| 19   | 9  | クリスチャン・フィッティパルディ | フットワーク・フォード | 1'19.061 | +2.882    |
| 20   | 25 | フランク・ラゴルス               | リジェ・ルノー         | 1'19.153 | +2.974    |
| 21   | 10 | ジャンニ・モルビデリ             | フットワーク・フォード | 1'19.610 | +3.431    |
| 22   | 11 | ミカ・サロ                       | ロータス・無限ホンダ   | 1'19.844 | +3.665    |
| 23   | 19 | 野田英樹                         | ラルース・フォード     | 1'20.145 | +3.966    |
| 24   | 31 | デビッド・ブラバム               | シムテック・フォード   | 1'20.442 | +4.263    |
| 25   | 20 | ジャン＝デニ・デレトラーズ       | ラルース・フォード     | 1'22.422 | +6.243    |
| 26   | 32 | ドメニコ・スキャッタレーラ       | シムテック・フォード   | 1'22.529 | +6.350    |
| DNQ  | 33 | ポール・ベルモンド               | パシフィック・イルモア | 1'24.087 | +7.908    |
| DNQ  | 34 | ベルトラン・ガショー             | パシフィック・イルモア | 7'40.317 | +6'42.138 |

## 決勝

### 展開

#### 接触によるタイトル決定劇
決勝当日のアデレードは薄曇りの天気ながらもドライコンディションでレースが行われた。
スタートではポールシッターのマンセルがホイールスピンにより出遅れ、シューマッハがトップに立つ。マンセルはさらに5位まで順位を落とし、シューマッハ、ヒル、ハッキネン、バリチェロ、マンセルの順でオープニングラップを終えた。シューマッハは得意の先行逃げ切りを図るが、ヒルも遅れることなく追走し、先頭の2台がファステストラップを出し合いながら3位以下を引き離す展開となった。マンセルは15周目にバリチェロ、21周目にハッキネンをかわし、6位のアレジまでが僅差の第2集団を形成する。その後、最初のタイヤ交換を遅らせたベルガーが4位に浮上し、シューマッハ、ヒル、マンセル、ベルガー、アレジ、ハッキネン、バリチェロの順となった。
シューマッハとヒルは18周目終わりに同時ピットインし、最初のタイヤ交換と燃料給油を終えて、同じ順位のままコースに復帰した。その後も両者の差は2秒以内で推移し、緊迫したマッチレースが続いた。

アデレード市街地コース。⑤の左コーナーでシューマッハがコースアウトし、続く⑥の右コーナーでヒルと接触した。

36周目、直角コーナーが連続するイーストテラスに差し掛かったシューマッハは、左コーナーでマシンを滑らせてコースオフ。ウォールに右タイヤをぶつけ、失速しながらよろよろとコースに復帰する。後方から追いついたヒルは好機を逃さず、続く右コーナーでインサイドを突いた。しかし、シューマッハも譲らず、アウト側からラインを被せた結果、コーナリング中に両者が接触。ヒルの左前輪に乗り上げたシューマッハのマシンは中に浮き上がり、そのままタイヤバリアに激突した。
シューマッハのリタイアによりヒルがこのレース初めてトップに立ち、5位（2ポイント）以上でフィニッシュすれば逆転チャンピオンを決められることになった。しかし、接触の影響から左フロントタイヤがパンクし、スロー走行のままピットイン。タイヤを交換したものの、左フロントサスペンションのアッパーアームが曲がっていたためピットでリタイアとなった。
両雄の相打ちにより、シューマッハのドライバーズタイトル初制覇が確定。リタイア後コースサイドに佇んでいたシューマッハは、緊張から解放され喜びを噛みしめた。一方、ピットでしばし呆然としていたヒルは、ウィリアムズのクルーや友人のジョージ・ハリスンに健闘を労われた。ベネトンは6周目にもう1台のハーバートもリタイアしていたため、コンストラクターズタイトルはウィリアムズに決定した。
シューマッハはコースアウトの際マシンにダメージを負っており、ヒルはもう少し待てばリスクを冒さずとも抜くことができた。しかし、その場面の前に2台の間隔がやや開いていたため、ヒルはシューマッハがウォールに接触する瞬間を目撃しておらず、とっさにパッシングを仕掛けたことが凶と出てしまった。片や、シューマッハは自分のアクションについて「ウォールにぶつかったときにステアリングがおかしくなった。でも、コーナーに来たところでマシンは突然ターンした。変な動きでね」と弁明した。

#### マンセル復活優勝
トップ2台のリタイア後、優勝争いはマンセルとベルガーのベテラン同士の争いとなった。ベルガーはマンセルの2度目のピットインで54周目にラップリーダーとなり、自身のピットイン後も僅差でポジションを守った。しかし、64周目にバックストレート手前の右コーナーでオーバーランし、マンセルがトップを奪回した。ベルガーはなおもマンセルを追うが、周回遅れのフレンツェンに邪魔されマンセルには届かなかった（6位走行中のフレンツェンは、ベルガーを7位のアレジと勘違いしていた）。
結果、ベルガーに2.5秒差をつけ、マンセルが1992年のポルトガルGP以来となる自身通算31勝目のチェッカーフラッグを受けた（マンセルにとってはF1キャリア最後の優勝にもなった）。3位をキープしていたハッキネンはブレーキトラブルで戦列を離れ、替わってチームメイトのブランドルが表彰台に登った。4位バリチェロに続き、シリーズ16戦中15完走を遂げたルーキーのパニスが5位となった。

### 結果
| 順位 | No | ドライバー                       | チーム                 | 周回 | タイム/リタイア | グリッド | ポイント |
| ---- | -- | -------------------------------- | ---------------------- | ---- | --------------- | -------- | -------- |
| 1    | 2  | ナイジェル・マンセル             | ウィリアムズ・ルノー   | 81   | 1:47'51.480     | 1        | 10       |
| 2    | 28 | ゲルハルト・ベルガー             | フェラーリ             | 81   | +2.511          | 11       | 6        |
| 3    | 8  | マーティン・ブランドル           | マクラーレン・プジョー | 81   | +52.487         | 9        | 4        |
| 4    | 14 | ルーベンス・バリチェロ           | ジョーダン・ハート     | 81   | +1'10.530       | 5        | 3        |
| 5    | 26 | オリビエ・パニス                 | リジェ・ルノー         | 80   | +1 Lap          | 12       | 2        |
| 6    | 27 | ジャン・アレジ                   | フェラーリ             | 80   | +1 Lap          | 8        | 1        |
| 7    | 30 | ハインツ＝ハラルド・フレンツェン | ザウバー・メルセデス   | 80   | +1 Lap          | 10       |          |
| 8    | 9  | クリスチャン・フィッティパルディ | フットワーク・フォード | 80   | +1 Lap          | 19       |          |
| 9    | 23 | ピエルルイジ・マルティニ         | ミナルディ・フォード   | 79   | +2 Laps         | 18       |          |
| 10   | 29 | J.J.レート                       | ザウバー・メルセデス   | 79   | +2 Laps         | 17       |          |
| 11   | 25 | フランク・ラゴルス               | リジェ・ルノー         | 79   | +2 Laps         | 20       |          |
| 12   | 7  | ミカ・ハッキネン                 | マクラーレン・プジョー | 76   | ブレーキ        | 4        |          |
| Ret  | 24 | ミケーレ・アルボレート           | ミナルディ・フォード   | 69   | サスペンション  | 16       |          |
| Ret  | 4  | マーク・ブランデル               | ティレル・ヤマハ       | 66   | 接触            | 13       |          |
| Ret  | 20 | ジャン＝デニ・デレトラーズ       | ラルース・フォード     | 56   | ギアボックス    | 25       |          |
| Ret  | 11 | ミカ・サロ                       | ロータス・無限ホンダ   | 49   | 電気系          | 22       |          |
| Ret  | 31 | デビッド・ブラバム               | シムテック・フォード   | 49   | エンジン        | 24       |          |
| Ret  | 12 | アレッサンドロ・ザナルディ       | ロータス・無限ホンダ   | 40   | スロットル      | 14       |          |
| Ret  | 0  | デイモン・ヒル                   | ウィリアムズ・ルノー   | 35   | 接触            | 3        |          |
| Ret  | 5  | ミハエル・シューマッハ           | ベネトン・フォード     | 35   | 接触            | 2        |          |
| Ret  | 32 | ドメニコ・スキャッタレーラ       | シムテック・フォード   | 21   | ギアボックス    | 26       |          |
| Ret  | 3  | 片山右京                         | ティレル・ヤマハ       | 19   | スピン          | 15       |          |
| Ret  | 19 | 野田英樹                         | ラルース・フォード     | 18   | オイル漏れ      | 23       |          |
| Ret  | 10 | ジャンニ・モルビデリ             | フットワーク・フォード | 17   | オイル漏れ      | 21       |          |
| Ret  | 15 | エディー・アーバイン             | ジョーダン・ハート     | 15   | スピン          | 6        |          |
| Ret  | 6  | ジョニー・ハーバート             | ベネトン・フォード     | 13   | ギアボックス    | 7        |          |

- ファステストラップ - ミハエル・シューマッハ 1分17秒140 (LAP29)
- ラップリーダー - ミハエル・シューマッハ (LAP1-35) 、ナイジェル・マンセル (LAP36-53,64-81)、ゲルハルト・ベルガー (LAP54-63)

## 補足

### F1最終戦
- チーム
  - チーム・ロータス
  - ラルース
- ドライバー
  - ミケーレ・アルボレート
  - J.J.レート
  - デビッド・ブラバム
  - ポール・ベルモンド
  - 野田英樹